# Gasteruption tournieri
Gasteruption tournieri is een vliesvleugelig insect uit de familie van de Gasteruptiidae. De wetenschappelijke naam van de soort is voor het eerst geldig gepubliceerd in 1885 door Schletterer.